# Kriváň
Der Berg Kriváň (deutsch Kriwan, Krummhorn oder Ochsenhorn, polnisch Krywań, ungarisch Kriván) befindet sich im Tatra-Nationalpark (Gebirge Hohe Tatra) und ist ein inoffizielles Nationalsymbol der Slowakei. Mit seiner Höhe von 2494 m n.m. gehört der Kriváň zu den höchsten Erhebungen in der Slowakei und in den Karpaten. Wegen seiner besonders auffallenden Form ist der Berg Thema in verschiedenen slowakischen Mythen und Sagen und ist in dieser Hinsicht z. B. mit dem tschechischen Berg Říp vergleichbar.

## Geographie

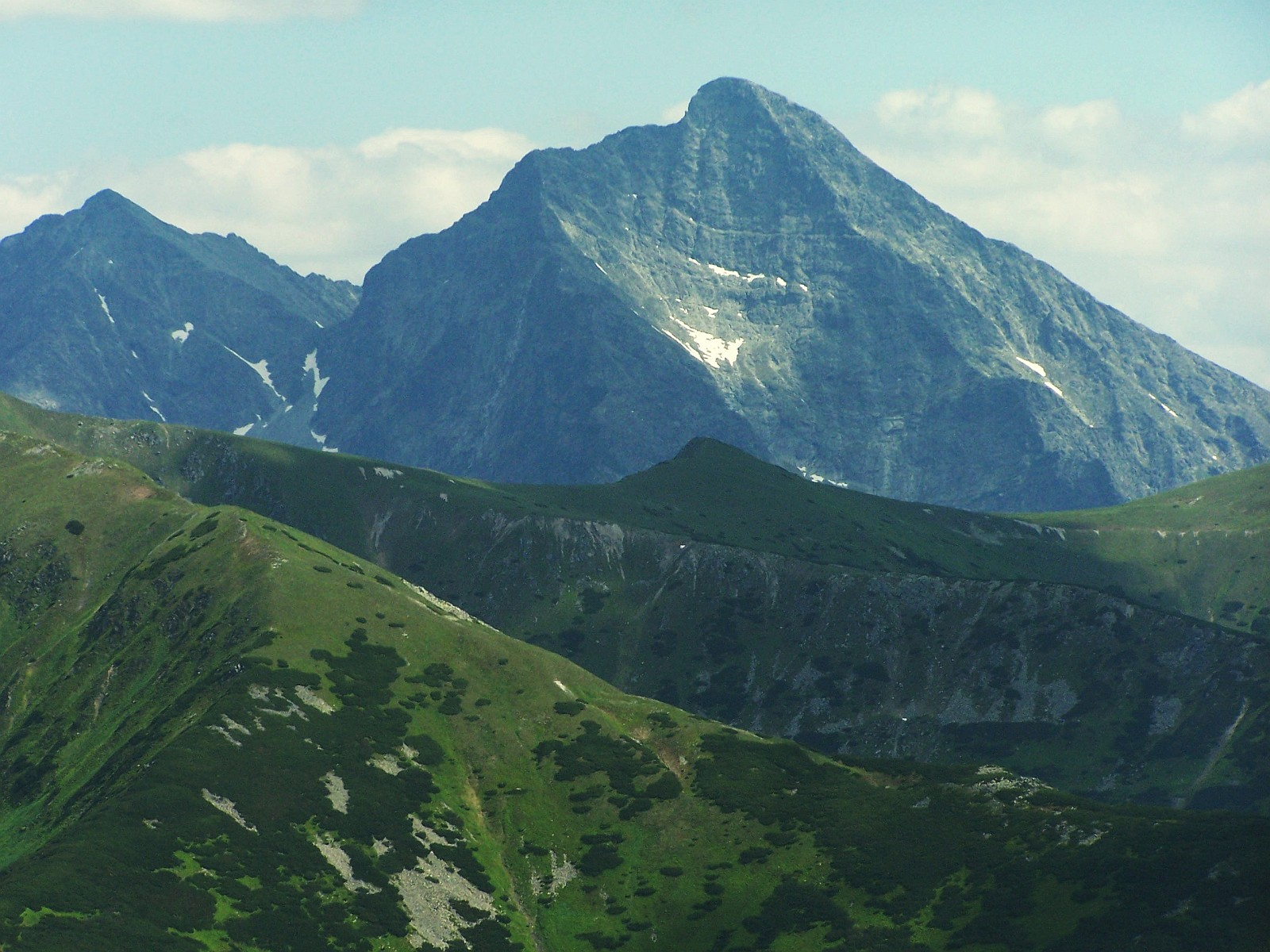
Der Kriváň vom Norden her, mit dem Berg Krátka weiter links

Der Kriváň liegt nahe dem Ende eines vom Hauptkamm der Tatra am polnisch-slowakischen Grenzberg Čubrina verlaufenden Seitengrats, dem nordöstlich liegenden Nachbarberg Rameno Kriváňa (2395 m n.m.) folgend. Er befindet sich an der südwestlichen Ecke der Hohen Tatra und bebildert deren erste bedeutsame Erhebung vom Westen. Weiter westlich liegt bereits die Westtatra. Der Berg erhebt sich oberhalb der Täler Nefcerka (im Norden), Kôprová dolina (im Westen), Belianska dolina (im Südwesten) und Važecká dolina (im Südosten) und reicht mit seinen südlichen und südwestlichen Ausläufern weit in den Liptauer Talkessel (slowakisch Liptovská kotlina) im Unter-Tatra-Kessel hinein. Am Berg teilt sich der Grat in westnordwestliche, südwestliche und südliche Rücken. Der letztgenannte Rücken trägt den slowakischen Namen Pavlov chrbát (deutsch Pavlovarücken, historisch im 19. und 20. Jh. auch Csorbergrat).
Am Südhang des Bergs entspringt der Biely Váh, einer der Quellflüsse des längsten slowakischen Flusses Waag. Am Südwesthang folgt der Bach Beliansky potok als Nebenfluss von Biely Váh, weiter im Westen und Nordwesten werden die Hänge durch Škaredý potok beziehungsweise Nefcerský potok entwässert, deren Wässer die Waag bei Liptovský Hrádok, über den östlichen Quellfluss der Belá, Kôprovský potok, erreichen.
Die exakte Höhe des Bergs wird mit 2494,7 m n.m. angegeben. Der Berg gehört überwiegend zur Katastralgemeinde Štrbské Pleso der Stadt Vysoké Tatry im Okres Poprad, nur der südwestliche, dem Tal Belianska dolina zugewandte Teil liegt im Gemeindegebiet von Východná im Okres Liptovský Mikuláš.

## Name

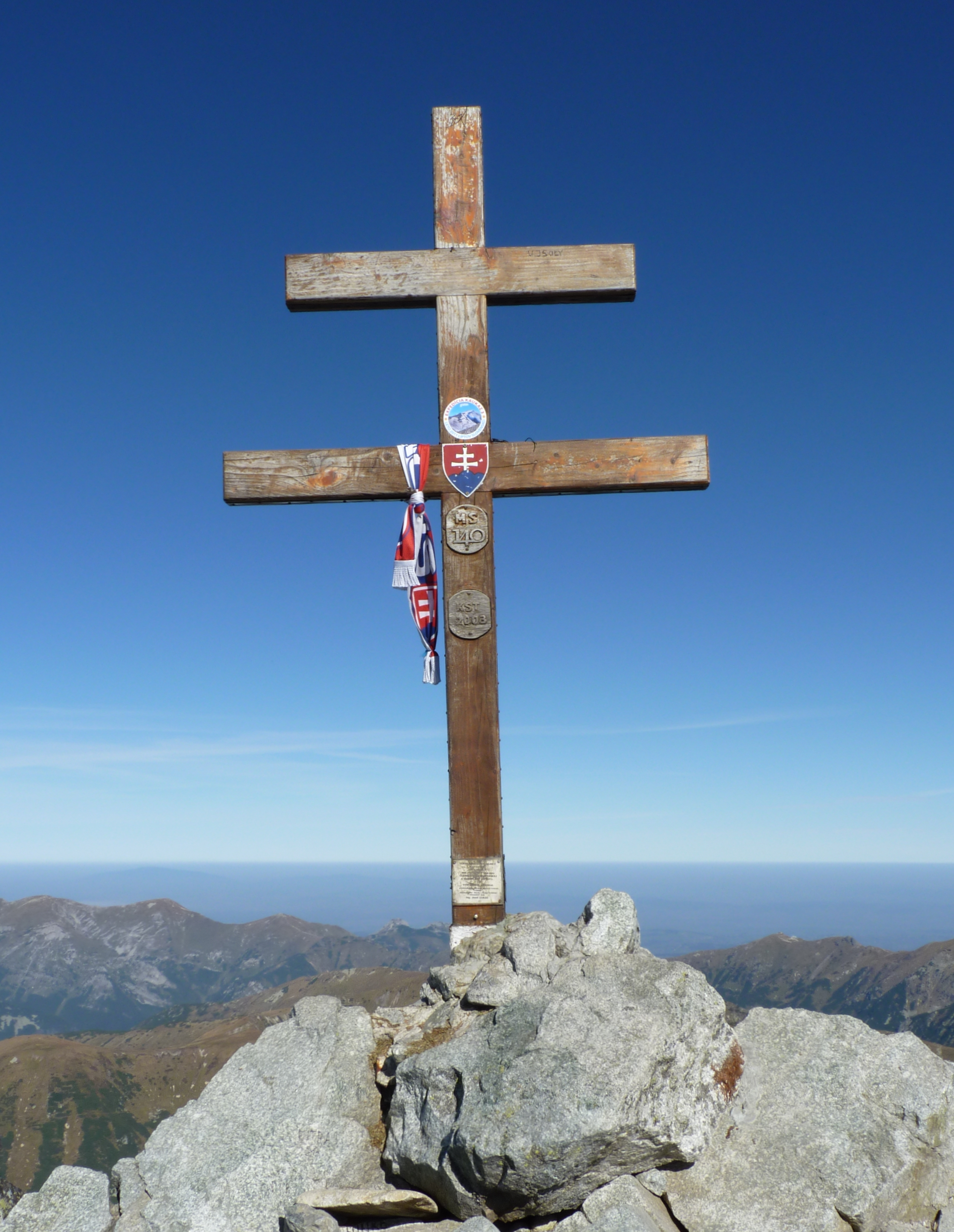
Patriarchenkreuz am Gipfel

Seinen Namen erhielt der Kriváň (vom slowakischen Adjektiv krivý (m.) abgeleitet) von der Bergspitze, die sich gegen Nordosten neigt und somit „gekrümmt“ erscheint. Diese Gegebenheit wird in verschiedenen slowakischen Sagen erzählt (siehe auch unten).
Einige der ältesten schriftlichen Belege sind die Werke Medulla (1639) und Bibliotheca seu Cynosura Viatorum (1644) des Kesmarker Gelehrten David Frölich, dort wird der Berg als cauda bubula (lateinisch für Rinderschwanz, ungenau als gekrümmtes Horn wiedergegeben) charakterisiert. Die besondere Bedeutung wird dadurch unterstrichen, dass in Frölichs Werken der Kriwan einer von nur 21 benannten geographischen Objekten in der Tatra ist, auch wenn er nur die östliche, der Stadt Kesmark nahen liegenden Teil der Tatra kannte. Die Polen übernahmen weitgehend die dem Slowakischen nahestehende Bezeichnung Krywań, lediglich in der Landschaft Podhale sagen die Goralen gelegentlich Krzywań (polnisch krzywy = krumm).
Im Zuge der Magyarisierung nach dem Österreichisch-Ungarischen Ausgleich von 1867 erschienen Formen wie Görbehegy (= gekrümmter Berg). Görbeszarv (= Krummhorn). Görbefi (= krummer Mann) oder Marhafark und deren deutsche Entsprechung Rindschweif (vgl. cauda bubula oben). Keine von dieser Formen hat sich aber durchgesetzt und im Ungarischen heißt der Berg auch heute Kriván. Der deutsche Name Krummhorn ist an die Namen der Alpenberge wie Matterhorn, Weisshorn u. ä. angelehnt.
Zur Unterscheidung vom südlich liegenden Vorberg Malý Kriváň hieß der Berg gelegentlich auch Veľký Kriváň (deutsch Großer Kriwan, ungarisch Nagy-Kriván).
Auch anderswo in der Slowakei erscheint der Name Kriváň, wie zum Beispiel in den Namen der Berge Malý Kriváň und Veľký Kriváň in der weiter westlich liegenden Kleinen Fatra. Eine Gemeinde im mittelslowakischen Okres Detva trägt den Namen Kriváň.

## Geschichte

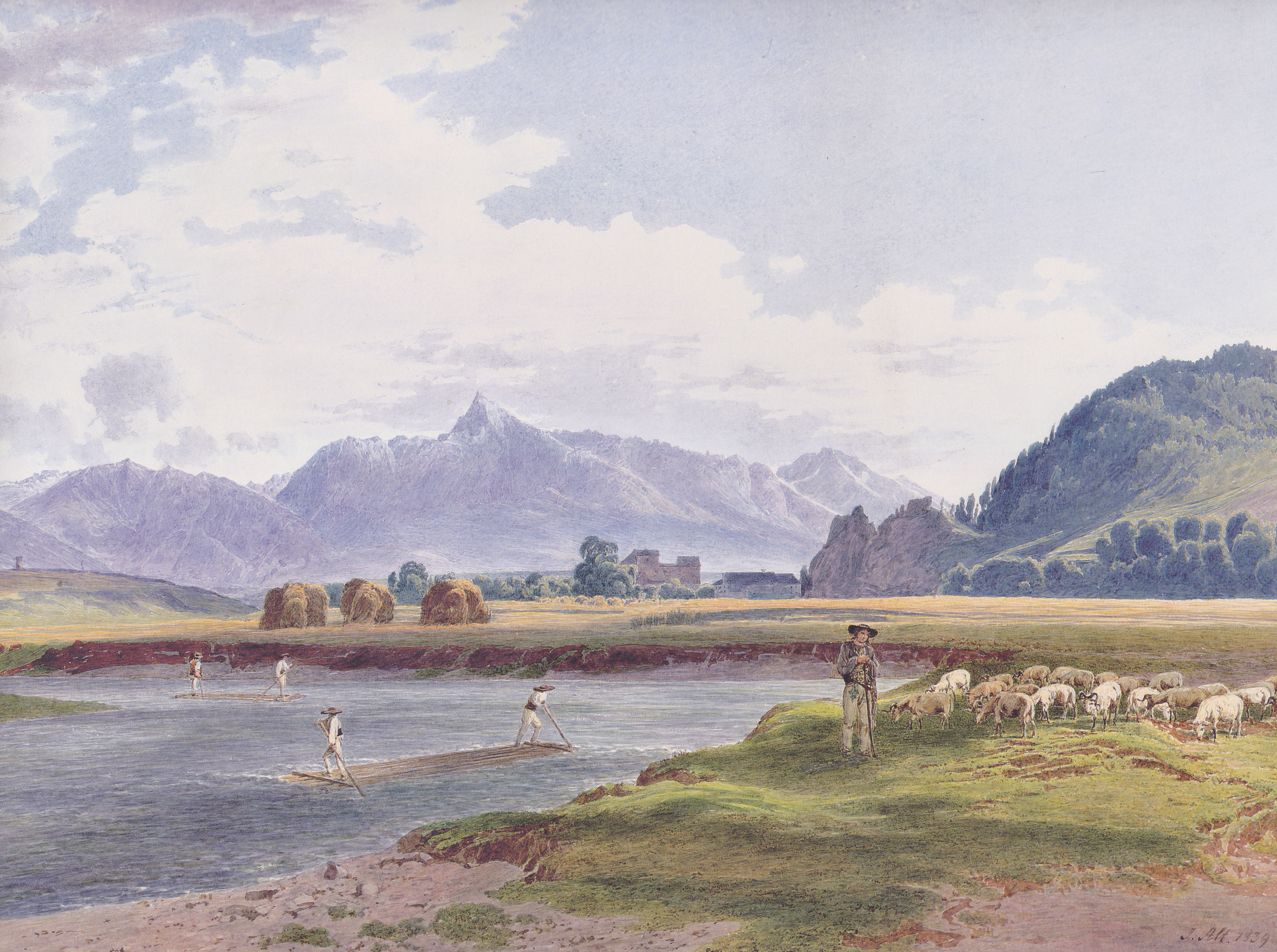
Ansicht des Kriváň von der Bela-Brücke bei Hrádek – Gemälde von Jakob Alt, 1839

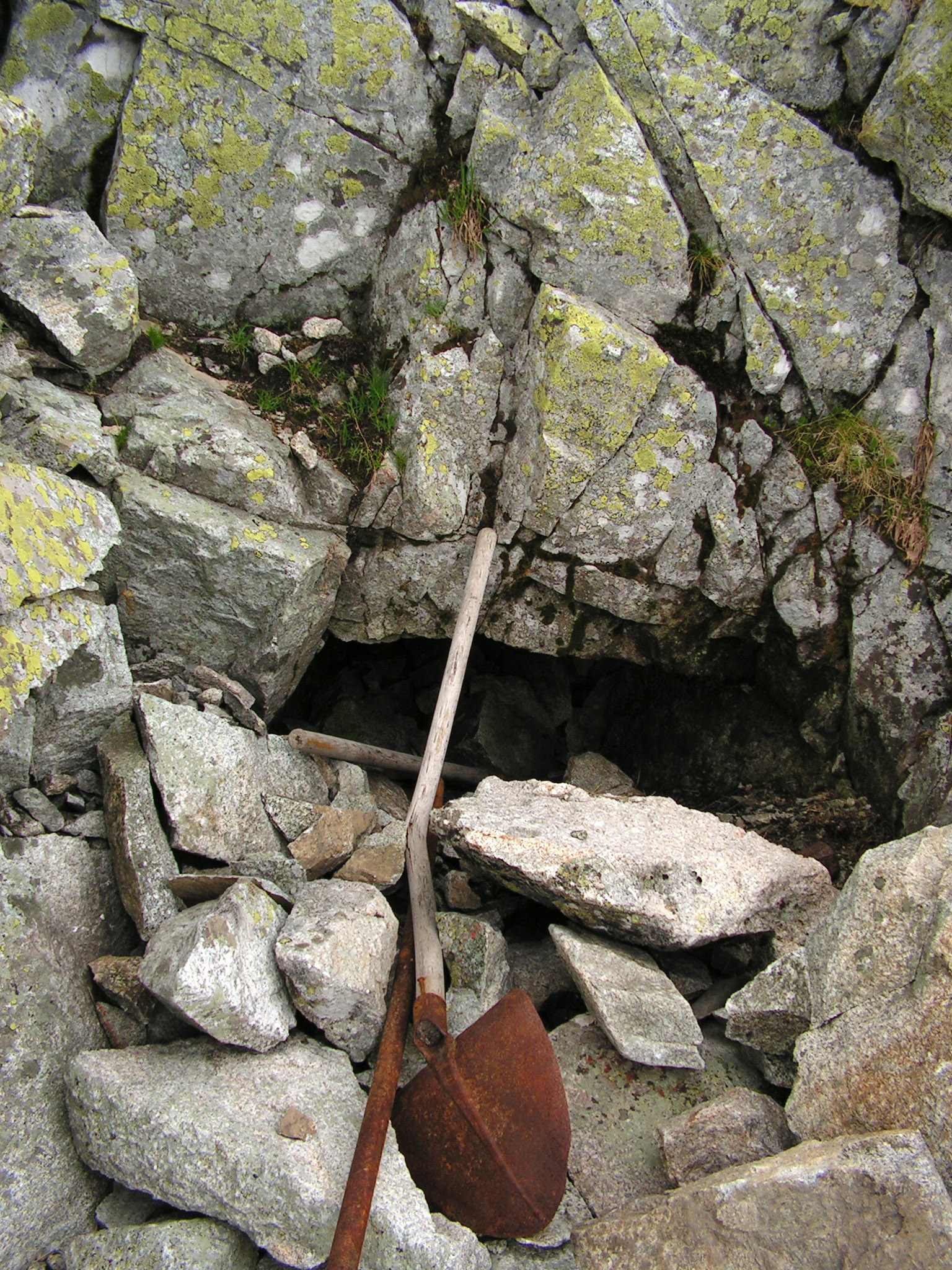
Eingang in einen der Goldstollen

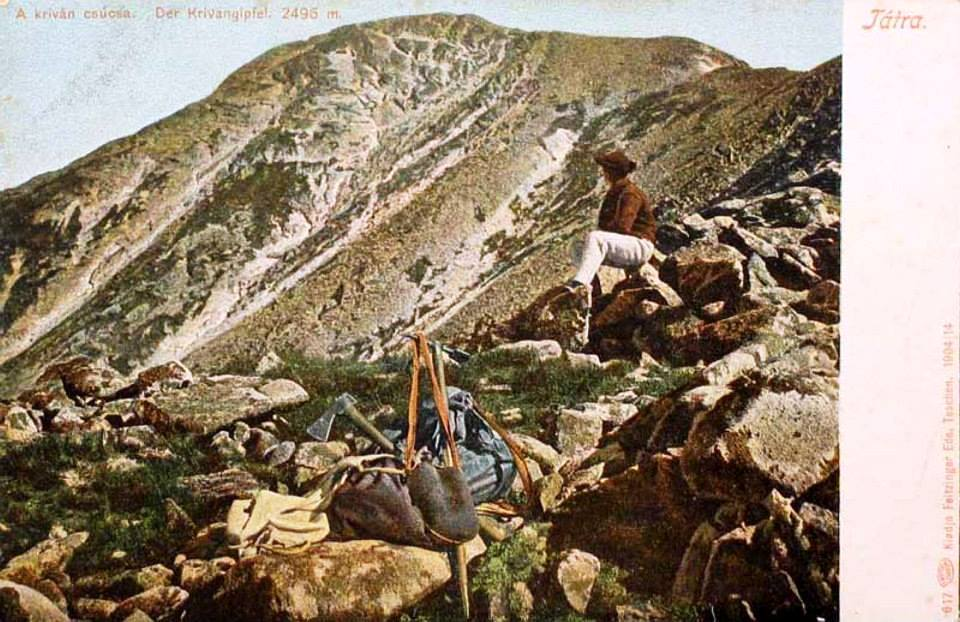
Rastender Bergführer unterhalb des Kriváň in einer historischen Abbildung, frühes 20. Jahrhundert

Die Gegend von Kriváň hat eine lange Geschichte von Hirten, die auf die Hänge ihre Herde hinauftrieben. 1953, als diese Tradition endete, weideten 1760 Schafe und 200 Rinder unterhalb des Kriváň. Seit dem 15. Jahrhundert sind Flößer aus den Orten Kráľova Lehota und Važec, die das Holz aus den Wäldern unter dem Berg auf der Waag transportierten, bekannt. Der Berg selbst ist jedoch eng mit Bergbau verbunden. In der zweiten Hälfte des 13. Jahrhunderts suchten deutsche Bergleute aus Hybe (deutsch Geib) Gold an den Hängen des Kriváň. Liptauer Bergleute suchten im 15. Jahrhundert, möglicherweise schon während der Regierungszeit von Sigismund von Luxemburg, sicherlich aber unter der Herrschaft von Matthias Corvinus in der zweiten Jahrhunderthälfte auf den westlichen Hängen, in den Seitentälern Škaredý žľab und Kotlina, Goldvorkommen, waren aber nicht sehr erfolgreich. Die Familie Fugger nannte ihr Bergbaurevier „Glücksrad“, verlieren aber bald Interesse. Die schlechte Lage der Staatskasse veranlasste Ferdinand I., hier weiter nach Bodenschätzen zu suchen und unterstellte 1546 die verstaatlichten Fugger-Bergwerke der Kammerverwaltung im nahen Liptovský Hrádok (deutsch Neuhäusel in der Liptau) und lud erfahrene Bergbauleute aus Banská Bystrica (deutsch Neusohl) und Špania Dolina (deutsch Herrengrund) ein. Sein Nachfolger, Maximilian II., ließ hier 1564–1576 einen intensiven Bergbau betreiben, mit Stollen bei Vyšná Priehyba und Veľký žľab, Pochwerken und einem guten Fuhrweg vom Weiler Belanskô (nordöstlich von Východná) bis zu den Hängen von Kriváň zwischen den Bergen Grúnik und Kopa. Nachdem auch das Ärar keinen langfristigen Gewinn erzielen konnte, pachteten die Habsburger die Bergwerke an die Gutsherren von Smrečany, die ihrerseits den Bergbaubetrieb den Familien Prokopovič, Kyseľ, Demko und Szentiványi überließen. Keiner von diesen Montanunternehmern war bis zur Stilllegung gegen Mitte des 18. Jahrhunderts besonders erfolgreich, nachdem fast kein Gold gefunden wurde. Bis zum späten 18. Jahrhundert wurde dann Antimonit abgebaut, der aber nicht den Aufwand bedeckte. Der höchste Stollen (Theresia) lag sogar nur 50 Höhenmeter unterhalb des Gipfels. Ein späterer Versuch von Jozef Fornet, einem Pastor aus Štrba (deutsch Tschirm), aus der Wende des 18. und 19. Jahrhunderts, den Bergbau wieder zu reaktivieren änderte, blieb ohne Folge.
Die ersten Bergsteiger auf dem Gipfel waren örtliche Raubschütze oder möglicherweise Bergleute, die erste schriftliche Erwähnung hinterließ aber erst Andreas Jonas Czirbes, ein evangelischer Pfarrer und Montanunternehmer aus Spišská Nová Ves (deutsch Zipser Neudorf), als er am 4. August 1773 (nach einigen Quellen 1772) während einer Kontrolle der Bergwerke auf dem Gipfel stand. Dieser Bericht ist im Artikel Beschreibung einer Karpathischen Bergreise, auf den so genannten Kriwan, samt den dabey gemachten Beobachtungen in den Allergnädigst-privilegirten Anzeigen sämmtlich-kaiserlich-königlichen Erbländern 1773, Bd. 4, zu lesen. Der nächste bekannte Besucher war Karl Brixen, Oberleutnant der österreichischen kartographischen Abteilung, der am 17. Juli 1788 zusammen mit einer Gruppe den Berg bezwang. Zu dieser Zeit waren die Bergwerke gänzlich verlassen, auf dem Gipfel fanden sie lediglich ein Lehmgefäß mit Namen von mehreren Gämsenjägern.
Bis zum späten 18. Jahrhundert wurde der Kriváň als höchster Berg in der Tatra angesehen und „konkurrierte“ in diesem Sinne mit dem Lomnický štít (deutsch Lomnitzer Spitze) und dem Ľadový štít (deutsch Eistaler Spitze) an der östlichen Seite der Hohen Tatra. In den älteren Literatur lassen sich übertriebene Angaben finden, die die Höhe des Bergs nach Umrechnung mit 3800 bis 4000 m geschätzt hatten. Auch die hier um 1770 tätigen österreichische Militärkartographen waren von der Höhendominanz des Kriváň überzeugt, wenngleich mit realistischen Schätzungen. Erst der englische Naturwissenschaftler und Reisende Robert Townson, der den Berg 1793 während seiner Reise im Königreich Ungarn bezwang, beendete diesen Streit, indem er den Lomnický štít als höheren Berg bezeichnete (aber fälschlicherweise als den höchsten der Hohen Tatra, ein Fehler, den erst 1837 und 1838 der Forstmann Ludwig Greiner berichtigte). Er äußerte sich im 1797 herausgegebenen Buch Travels in Hungary: With a Short Account of Vienna in the Year 1793 wie folgend, zusammen mit einem Kommentar zur Schönheit des Bergs:

„The weather was very fine, and the Krivan, having got in the night a cap of snow, looked sublime. [...] My barometer was still in good order, and showed the height of this mountain to be 2781 yards above the level of the sea, and 1888 yards above the village of Vasetz [Važec]; the Krivan is therefore something lower than the Lomnitz Peak [Lomnický štít].“

In der Folgezeit standen neben Townson auch weitere zeitgenössische Forscher, wie der französische Naturwissenschaftler Belsazar Hacquet (1794), der polnische Geologe Stanisław Staszic (1805) oder der schwedische Botaniker Göran Wahlenberg (1813) auf dem Gipfel. Während einer Inspektionsreise von Joseph von Österreich (1776–1847), Palatin von Ungarn, entlang der damaligen Nordgrenze des Königreichs Ungarn im Jahr 1806, wollte der Erzherzog den Kriváň besteigen. Das Vorhaben wurde nicht vollbracht, die dafür gebaute Almhütte und verbesserter Weg kamen aber dem aufkommenden Tourismus zugute. Die erste Winterbesteigung führte 1884 der deutsche Bergsteiger Theodor Wundt mit dem Bergführer J. Horvay durch.
Im Jahre 1840 ließen kaisertreue ungarische Monarchisten auf der Spitze des Kriváň einen Obelisken errichten, welcher der Erinnerung an den Aufstieg des sächsischen Königs Friedrich August II. im selben Jahr dienen sollte. Der 850 kg schwere Obelisk in der Form einer vierseitigen gusseisernen Pyramide beinhaltete einen Text auf Deutsch, Lateinisch und Ungarisch, das sächsische Wappen und eine 40 kg schwere vergoldete Krone. Die Kosten dafür (4600 Gulden) übernahm Georg Münster, Vorsteher des Forstärars in Liptovský Hrádok. Dieser Obelisk wurde in Teilen durch Lastenträger aus Východná auf den Gipfel hinaufgetragen, für die Krone war der Bergführer Michal Húska aus Štrba zuständig. Das neue Denkmal war für slowakische Patrioten ein „Dorn im Auge“, weil sie den Kriváň für ein Symbol slowakischer Freiheit hielten und zudem mit dem Text nicht einverstanden waren. Der Obelisk wurde 1856 durch einen Blitzschlag teilweise beschädigt, es verschwand das sächsische Wappen. Kurz darauf warfen Unbekannte – laut einem Polizeibericht „Panslawen aus der Umgebung“ – die Krone dem Hang hinunter, dazu erschien auf der ungarischen Tafel die Inschrift Sláva Slovenom, peklo zradcom! (frei: Ruhm den Slawen, Hölle den Verrätern!). Die noch bestehenden Teile wurden beim slowakischen „Volksausflug“ 1861 zerstört, die Überreste gelingen in die Museen in Ružomberok (deutsch Rosenberg) und Veľká (deutsch Felka), wo es auch ein Kartonmodell des Obelisken gab.
Am 24. September 1835 organisierte der slowakische Schriftsteller Gašpar Fejérpataky-Belopotocký aus dem nahen Liptovský Mikuláš (deutsch St. Nikolaus in der Liptau) einen Ausflug mit sechs Gesellen. Er verfasste darüber den Artikel Cesta na Kriwáň Liptowsky in der literarischen Zeitschrift Hronka von Karol Kuzmány, der die späteren slowakischen „Volksausflüge“ inspirierte. Der erste slowakische „Volksausflug“ dieser Art fand am 16. August 1841 unter Teilnahme von Ľudovít Štúr und Michal Hodža statt. Sie nahmen auch einige Frauen sowie den griechischen Prinzen Aristarchos mit. Auch danach entwickelte sich die Tradition der Volksausflüge: Štefan Marko Daxner organisierte am 3. September 1861, im Jahr des Memorandums von 1861, die größte Wanderung auf den Kriváň. Nach dem Ersten Weltkrieg bestand die Tradition weiter, verloren aber zusehends den „nationalen“ Charakter und wurden mehr zu einer touristischen Sehenswürdigkeit. Nach einer längeren Unterbrechung sind diese Wanderungen auf den Kriváň seit 1955 dem Slowakischen Nationalaufstand von 1944 gewidmet. Einen Besucherrekord verzeichnete die Wanderung am 27. und 28. September 1968, als mehr als 1500 Teilnehmer den Kriváň bezwangen. Seither werden die „Nationalwanderungen“ jährlich ausgetragen, seit 1990 sind die Teilnehmerzahlen begrenzt.
Vom August 1944 bis Januar 1945 waren die Hänge unterhalb des Kriváň Operationsgebiet der Partisanenbrigade Vysoké Tatry. Während des Slowakischen Nationalaufstandes wurden in Podbanské, bei Tri studničky, in den Tälern Kôprová dolina und Tichá dolina, unweit des Sees Jamské pleso und am Berg Grúnik schwere Gefechte ausgetragen, trotzdem bestieg eine Partisanengruppe im Oktober 1944 den Gipfel. Der Anführer Zoltán Brüll fiel am 16. Januar 1945 bei der Verteidigung eines Partisanenstützpunkts am Grúnik. Dort steht heute eine Replika des Partisanenbunkers.
Seit 2003 steht auf dem Berg ein hölzernes Patriarchenkreuz.

## Kriváň in der Kultur

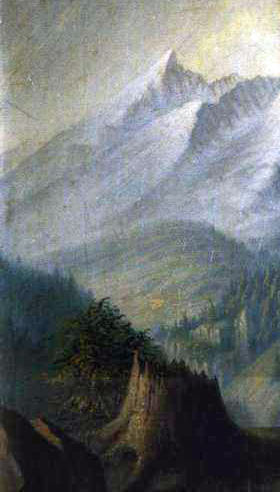
Kriváň in einem Gemälde des slowakischen Malers Peter Michal Bohúň

Slowakische Centmünze

Das slowakische Wappen von 1960 bis 1990

Der Kriváň ist seit dem 19. Jahrhundert ein herausragendes Symbol der slowakischen Nation und der slowakischen Zusammengehörigkeit. In mehreren Umfragen wurde er zum schönsten Berg der Slowakei gekürt, wie z. B. auch in einer „offiziellen“ Umfrage der Zeitschrift Krásy Slovenska im Jahr 1967.
Eine der slowakischen Sagen schildert die Entstehung der charakteristischen krummen Silhouette des Kriváň wie folgend: Als alles in der Welt schon geschöpft worden war, flog ein Engel vom Himmel herunter, um zu erkunden, was noch zu verbessern wäre. Erschöpft durch den langen und anstrengenden Flug landete er am schönsten Platz: an den Hängen der Tatra oberhalb der Liptau. Es war ein Spätabend, als er, berückt durch die umgebende Schönheit, der Sache bewusst wurde, dass er in den Himmel zurückkehren muss. Er flog hinauf, aber in der Abenddämmerung streifte er mit einem der Flügel den dunklen Berg und krümmte dessen Spitze. Seither heißt der Kriváň so und trägt in der Dichtung das Epitheton ornans „Krummköpfiger König“.
Im slowakischen patriotischen Lied Nad Tatrou sa blýska wird der Kriváň in der vierten Strophe erwähnt, ist jedoch nicht Bestandteil der slowakischen Nationalhymne, die nur aus den ersten zwei Strophen des Lieds besteht. Literarisch wurde der Berg von mehreren slowakischen Literaten der Romantik, wie Ľudovít Štúr, Janko Kráľ und Samo Chalupka, aufgegriffen. Neben Štúr, der bald nach der Volkswanderung 1841 dem Kriváň das noch auf Tschechisch verfasste Gedicht Ku Křiváni widmete, waren die Slowaken für Kráľ „Kinder von Kriváň“, daneben sah eines von Chalupkas Gedichten den Kriváň als Symbol slowakischer Stellung zwischen den Nationen. In der ausländischen Literatur erschien er z. B. in der Erzählung Furchtbare Rache des russischen Schriftstellers Nikolai Gogol. Später verband der slowakische Nationaldichter Pavol Országh Hviezdoslav im Gedicht Smrť Kriváňa oder Sen o Kriváni (Tod des Kriváň bzw. Ein Traum über den Kriváň) aus dem Jahr 1906 die damalige Lage der Slowaken und Anzeichen eines schwächenden Nationalbewusstseins, mit dem „zerfallenden“ nationalen Symbol und mit Hoffnung für die Zukunft.
Das Gedicht Hej, pod Kriváňom (ursprünglich Hej, pod Muráňom) von Samuel Tomášik wurde im Laufe der Zeit zu einem Volkslied, häufig ohne Angabe des Autors. Ähnliches geschah mit dem polnischen Gedicht Krywaniu, Krywaniu wysoki! von Kazimierz Przerwa-Tetmajer, dieses Volkslied wurde sogar 1972 durch die polnische Rockband Skaldowie im Album Krywań, Krywań gecovert.
Von 1960 bis 1990 zierte ein Bild von Kriváň mit Flammen das Wappen der Slowakei beziehungsweise der Slowakischen Sozialistischen Republik als Teilrepublik der Tschechoslowakei, das anstelle des traditionellen Patriarchenkreuzes auf einem Dreiberg gewählt worden war. Weiter ist das Bergmassiv von Kriváň, zusammen mit einem heraldisch rechts stehenden Enzian, auf dem Wappen der Stadt Vysoké Tatry abgebildet.
Im Dezember 2005 wurde ein Bild des Berges als Rückseite für die slowakischen Ein-, Zwei- und Fünf-Eurocent-Münzen ausgewählt. Vorher erschien ein Bild auf dem 20-Heller-Stück der Slowakischen Krone.

## Tourismus

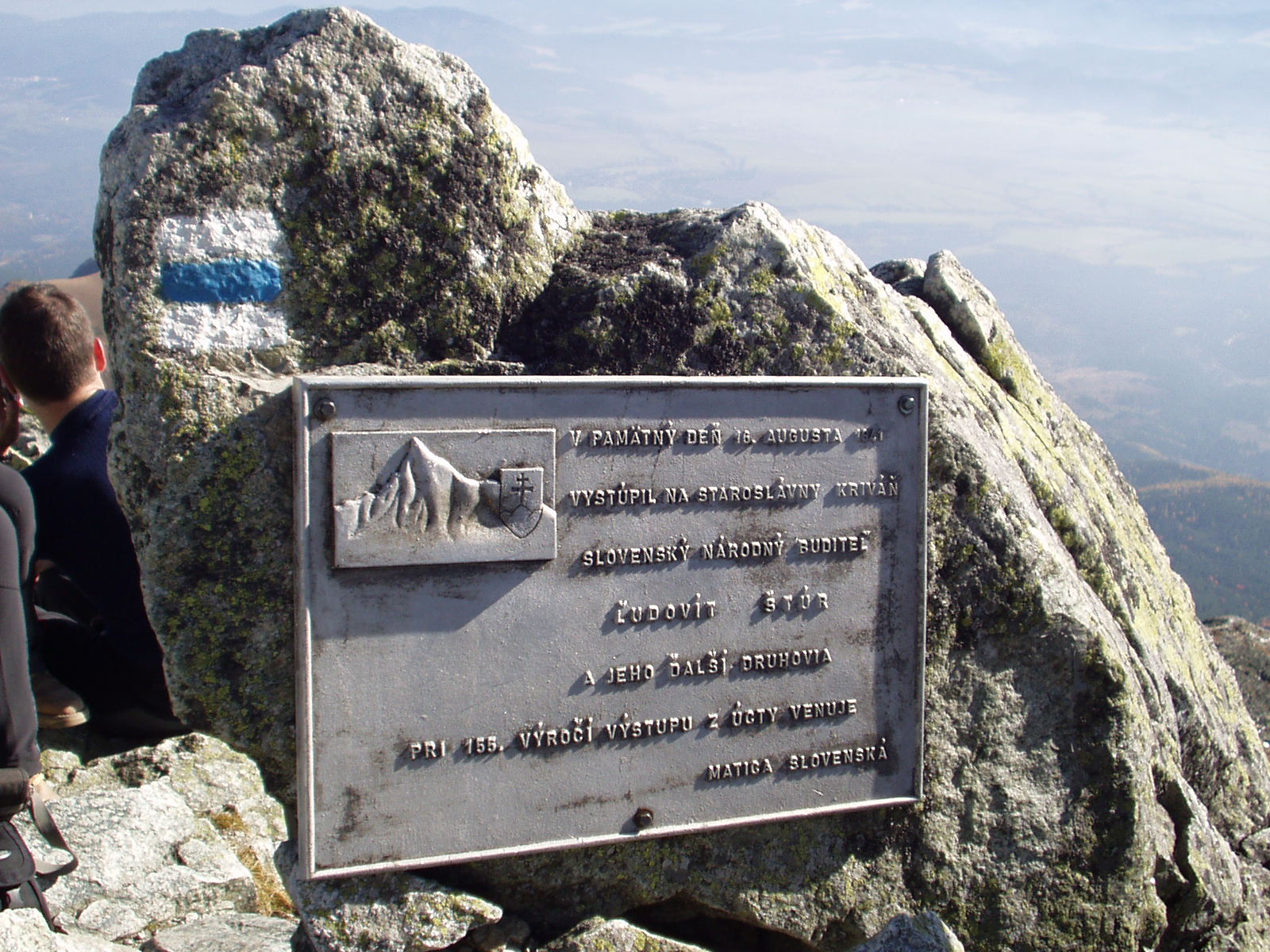
Gedenktafel an den Volksausflug von 1841 und blaue Wegmarkierung am Gipfel

Bis heute ist der Kriváň ein beliebtes Ausflugsziel auch dank der Tatsache, dass er als zweithöchster Tatra-Berg hinter Rysy ohne Bergführer oder Klettern erreichbar ist. Zum Gipfel führen mehrere Wanderwege, die sich jedoch an der Gabelung Krivánsky žľab (2120 m n.m.) für die letzte, ca. 370 Höhenmeter überwindende Steigung durch Felsen und Trümmerfelder, wo stellenweise Gleichgewicht mit beiden Händen gehalten werden muss, vereinigen.
Der häufigste und mit etwa sechs Kilometern kürzeste Weg beginnt bei Tri studničky (1141 m n.m., deutsch Drei Quellen) und führt als grün markierter Wanderweg zuerst durch eine kehrenreiche Strecke zum Fuß des 1576 m n.m. hohen Bergs Grúnik am Ende des südwestlichen Rückens, teilweise auf der Trasse des alten Fuhrwegs, danach durch Krummholzstufe am Südhang des Bergs Vyšná Priehyba und später Steinblöcke und Trümmer in der Rinne Krivánsky žľab. Dort überquert der grüne Weg den Oberlauf des Beliansky potok und endet danach am blau markierten Weg von Jamské pleso heraus und steigt weiter um den Vorberg Malý Kriváň (2335 m n.m.) herum zum Sattel Daxnerovo sedlo (2319 m n.m.), wo sich eine Aussicht in den Talabschluss von Važecká dolina mit dem See Krivánske Zelené pleso eröffnet. Auf der letzten Strecke folgt der Weg dem höchsten Teil des Rückens Pavlov chrbát, bevor er den südwestlichen Hang der Gipfelpyramide erreicht.
Eine andere Möglichkeit ist ein Anfang am Abzweig Jambrichovo mit fast acht Kilometer Strecke (ca. 1215 m n.m.), wo der blau markierte Wanderweg beginnt und von dort über Gabelung Odbočka na Biely Váh und über den Biely Váh zur Gabelung Jamské pleso führt. Von dort verläuft der blaue Weg am westlichen Rand des Tals Važecká dolina, größtenteils dem Rücken Pavlov chrbát folgend, bis zur Gabelung Krivánsky žľab und der letzten Teilstrecke zum Gipfel. Ein längerer Weg (etwa 10 Kilometer) führt vom Bahnhof der Elektrischen Tatrabahn in Štrbské Pleso (1355 m n.m.) über den rot markierten Wanderweg Tatranská magistrála bis zur Gabelung Jamské pleso und Wechsel zum schon beschriebenen blauen Weg. Auch von Podbanské (935 m n.m.) ist ein Aufstieg über die Tatranská magistrála und ab der Gabelung Tri studničky über den oben erwähnten grünen Weg möglich, ist aber mit 12 Kilometern der längste und größten Höhenunterschied überwindende Weg. Technisch ist der Auf- und Abstieg nicht schwierig, aber lang und anspruchsvoll und ohne Schutzhütten oder Überdachungen entlang des Wegs.
Die Wanderungen zum Gipfel des Kriváň können nur vom 1. Juni bis zum 31. Oktober unternommen werden, da im Rest des Jahres oberhalb von Gabelungen Tri studničky und Jamské pleso eine Wintersperre gilt. Außer den genannten Wanderungsmöglichkeiten über das Tal Belianska dolina zwischen den Süd- und Südwesthängen sind nach Besucherregeln des Tatra-Nationalparks keine anderen Formen des Tourismus möglich, da sowohl Bergsteigen und Felsklettern (für Mitglieder alpiner Vereine) als auch Bewegungen außerhalb der markierten Wanderwege mit einem Bergführer auf allen anderen Hängen des Kriváň (Täler Kôprová dolina, Nefcerka, Kotliny, Škaredý žľab sowie Ortslage Za Handel im Tal Važecká dolina) gänzlich untersagt sind. Skialpinismus ist auch nicht zugelassen.